# Franc Podlesek
Franc Podlesek (ur. 13 lipca 1952 w Lublanie) – zapaśnik socjalistycznej, a potem federalnej republiki Jugosławii, a także słoweński. Walczył w stylu klasycznym. Olimpijczyk z Seulu 1988, gdzie odpadł w eliminacjach w kategorii do 74 kg.
Czwarty na mistrzostwach świata w 1986. Siódmy na mistrzostwach Europy w 1984. Triumfator igrzysk śródziemnomorskich w 1987; piąty w 1983 roku.